# 南郡
- 令制国一覧 > 畿内 > 和泉国 > 南郡
- 日本 > 近畿地方 > 大阪府 > 南郡

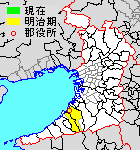
大阪府南郡の範囲

南郡（みなみぐん）は、かつて和泉国・堺県・大阪府に存在した郡である。

## 郡域
1880年（明治13年）に行政区画として発足した当時の郡域は、現在の行政区画では概ね以下の区域に相当する。
- 岸和田市（埋立地および内畑町、大沢町を除く）
- 貝塚市（埋立地および脇浜、新町、加治、神前、加神、畠中、石才、橋本、王子、地蔵堂、堤、窪田、浦田、澤を除く）

## 歴史
- 13世紀頃、和泉郡10郷のうち八木、山直、掃守、木島の4郷が分割されて成立した。

### 近代以降の沿革
- 「旧高旧領取調帳」に記載されている明治初年時点での支配は以下の通り。○は寺社等の除地（領主から年貢免除の特権を与えられた土地）が存在。（3町71村）

| 知行   | 知行                         | 村数     | 村名 |
| ------ | ---------------------------- | -------- | --- |
| 幕府領 | 幕府領（岸和田藩預地）       | 4村      | 今木村、○田治米村、三ケ山新田、○新在家村 |
| 幕府領 | 幕府領（屋代増之助支配所）   | 3村      | ○三田村、○摩湯村、○包近村 |
| 幕府領 | 幕府領（内海多次郎支配所）   | 3村      | ○稲葉村、○中村（現・岸和田市）、○積川村 |
| 幕府領 | 幕府領（大坂町奉行、朱印地） | 1町      | ○貝塚町 |
| 幕府領 | 京都守護職役知               | 4村      | ○箕土路村、○西大路村、○大町村、○東大路村 |
| 藩領   | 和泉岸和田藩                 | 2町 54村 | ○磯上村、○吉井村、○中井村、○春木村、○池尻村、額原村、○尾生村、岸和田浜町、岸和田町、○岸和田村、○野村、○沼村、○西之内村、○加守村、○別所村、○藤井村、○上松村、○下松村、○土生村、○作才村、○流木村、○阿間河滝村、○土生滝村、○八田村、極楽寺村、○真上新田、○畑村、○神須屋村、○三ケ山村、○神於村、○河合村、○塔原村、○白原村、○相川村、津田村、久保村、永吉村、小瀬村、○堀村、○海塚村、島村、福田村、○鳥羽村、○中村（現・貝塚市）、○半田村、新井村、○名越村、○清児村、○水間村、○森村、○三ツ松村、○秬谷村、○大川村、○蕎原村、○馬場村、○木積村 |
| 藩領   | 山城淀藩                     | 3村      | ○荒木村、○下池田村、○小松里村 |
| その他 | 寺社除地                     | 0村      | 粂田村 |

- 1868年（慶応4年）
  - 1月22日 - 新政府が大坂町奉行の管轄地域に大坂鎮台を設置。幕府領・旗本領などを管轄。
  - 1月27日 - 大坂鎮台を大坂裁判所に改称。
  - 5月2日 - 大坂裁判所が廃止され、大阪府の管轄となる。
  - 6月22日 - 大阪府のうち和泉国の管轄地域が分立し、堺県が発足。
  - 7月 - 京都守護職役知を堺県に移管。
- 1870年（明治3年）
  - 2月 - 岸和田藩預地が堺県に移管[7]。
- 1871年（明治4年）
  - 7月14日 - 廃藩置県により藩領が岸和田県、淀県となる。
  - 11月22日 - 第1次府県統合により全域が堺県の管轄となる。
- 1872年（明治5年）（5町71村）
  - 堀村のうち貝塚新町が堀新町として分立。
  - 海塚村のうち貝塚新町が海塚新町として分立。
- 1874年（明治7年）1月22日 - 大区小区制の堺県での施行により、和泉国第2大区・和泉国第3大区となる。
- 1880年（明治13年）4月15日 - 郡区町村編制法の堺県での施行により、行政区画としての南郡が発足。岸和田村の岸和田城内に「岸和田郡役所」が設置され、日根郡とともに管轄したが、まもなく「南日根郡役所」に改称。同日大区小区制廃止。
- 1881年（明治14年）2月7日 - 第2次府県統合により大阪府の管轄となる。
- 1884年（明治17年） - 2ヶ所あった中村がそれぞれ山直中村（現・岸和田市）、麻生中村（現・貝塚市）に改称。

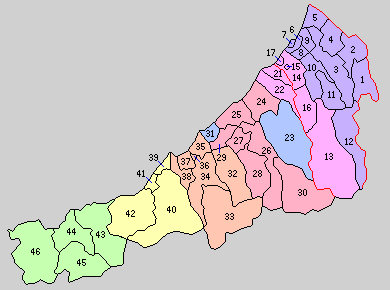
1.山直上村 2.山直下村 3.南掃守村 4.八木村 5.北掃守村 6.岸和田町 7.岸和田浜町 8.岸和田村 9.沼野村 10.土生郷村 11.有真香村 12.東葛城村 13.西葛城村 14.麻生郷村 15.島村 16.木島村 17.貝塚町 （紫：岸和田市 桃：貝塚市。21 - 46は日根郡）

- 1889年（明治22年）4月1日 - 町村制の施行により、以下の町村が発足。特記以外は全域が現・岸和田市。（3町14村）
  - 山直上村 ← 稲葉村、積川村、山直中村、包近村
  - 山直下村 ← 田治米村、三田村、摩湯村、今木村、東大路村、新在家村
  - 南掃守村 ← 下松村、加守村、西之内村、上松村、尾生村、三ケ山新田
  - 八木村 ← 大町村、池尻村、西大路村、箕土路村、荒木村、下池田村、小松里村、額原村、中井村
  - 北掃守村 ← 春木村、磯上村、吉井村
  - 岸和田町 ← 岸和田北町、岸和田並松町、岸和田魚屋町、岸和田堺町、岸和田本町、岸和田南町
  - 岸和田浜町（単独町制）
  - 岸和田村（単独村制）
  - 沼野村 ← 沼村、野村、藤井村、別所村
  - 土生郷村 ← 土生村、作才村、畑村、極楽寺村、流木村
  - 有真香村 ← 八田村、神須屋村、真上新田、土生滝村、阿間河滝村
  - 東葛城村 ← 河合村、神於村、白原村、相川村、塔原村
  - 西葛城村 ← 木積村、馬場村、秬谷村、大川村、蕎原村、三ケ山村（現・貝塚市）
  - 麻生郷村 ← 小瀬村、津田村、永吉村、久保村、堀村、堀新町、海塚村、海塚新町、麻生中村、鳥羽村、新井村、半田村、福田村（現・貝塚市）
  - 島村（単独村制。現・貝塚市）
  - 木島村 ← 森村、三ツ松村、水間村、名越村、清児村（現・貝塚市）
  - 貝塚町 ← 貝塚西之町、貝塚北之町、貝塚南之町、貝塚近木之町、貝塚中之町（現・貝塚市）
- 1896年（明治29年）4月1日 - 郡制の施行により、南郡・日根郡の区域をもって泉南郡を設置。同日南郡廃止。

## 行政
岸和田郡長→堺県南・日根郡長
| 代 | 氏名     | 就任年月日                | 退任年月日               | 備考         |
| -- | -------- | ------------------------- | ------------------------ | ------------ |
| 1  | 渥美広道 | 明治13年（1880年）4月16日 | 明治14年（1881年）2月6日 | 大阪府に移管 |

大阪府南・日根郡長
| 代 | 氏名     | 就任年月日                 | 退任年月日                 | 備考                         |
| -- | -------- | -------------------------- | -------------------------- | ---------------------------- |
| 1  | 渥美広道 | 明治14年（1881年）2月7日   | 明治14年（1881年）6月13日  | 病死                         |
| 2  | 白川資義 | 明治14年（1881年）7月14日  | 明治15年（1882年）7月22日  |                              |
| 3  | 熊沢友雄 | 明治15年（1882年）7月22日  |                            |                              |
| 4  | 押田良助 | 明治19年（1886年）8月25日  | 明治23年（1890年）10月25日 |                              |
| 5  | 本山茂樹 | 明治23年（1890年）10月25日 | 明治26年（1893年）5月31日  |                              |
| 6  | 原純蔵   | 明治26年（1893年）5月31日  | 明治29年（1896年）3月31日  | 日根郡との合併により南郡廃止 |